# オキュパイ・トウキョウ
オキュパイ・トウキョウ（OCCUPY TOKYO）は、2011年10月15日に東京で行われた、経済格差や、経済界、政界に対する一連の抗議運動、または主催した団体名、またはその合言葉である。

## 概要
アメリカ合衆国で始まった抗議運動「ウォール街を占拠せよ」に呼応する形で、2011年10月15日、都内複数個所でデモや抗議活動が行われた。六本木の三河台公園を「占拠」し集会が開かれた他、新宿・川崎・京都でも同趣旨の集会・デモが行なわれた。東京日比谷公園から東京電力本社や経済産業省に向かってデモ行進をしたグループは、経済格差に抗議したり、脱原発を主張したりした。ただ、最も裕福な1パーセントの人々が全ての資産の34.6パーセントを所有する合衆国や、全人口の0.4％の富裕層が全ての資産の7割を占める中国等と比べると、日本における貧富の格差はあまりにも小さく、元々の運動の趣旨からはずれてしまった感は否めない。

## 規模
新宿や日比谷公園周辺など東京都内３カ所であった経済格差の拡大に抗議するデモや集会の参加者は警視庁の集計で約500人であった。